# フレデリック・ウォーカー
フレデリック・ウォーカー（Frederick Walker ARA RWS、1840年5月26日 - 1875年6月4日）はイギリスの画家、イラストレーター。

## 略歴
ロンドンの宝石商の息子に生まれた。8人兄弟の5番目の息子であった。母親は刺繍を得意とし、1847年に父親が亡くなった後は母親が家族を養った。早くから絵の才能を示し、美術館で絵の模写をするなど独学で絵を学んだ。1855年から2年ほど、建築家の事務所で製図の仕事をするが、ジェイムズ・マシュー・レー(James Mathews Leigh: 1808-1860)の絵画教室で学ぶために仕事を止めた。
1858年3月にロイヤル・アカデミー・オブ・アーツの美術学校に入学するが、その年の終わりには、木版画家のジョサイア・ウッド・ウィンパー(Josiah Wood Whymper: 1813-1903)の弟子になり、アカデミーを中退した。ウィンパーの工房で働く間に、ジョン・ウィリアム・ノース(John William North: 1842-1924)やジョージ・ジョン・ピンウェル(George John Pinwell: 1842-1875)といった画家と友人になり、余暇の時間に油絵や水彩画を描いた。
1860年から1865年の間、「Cornhill Magazine」や「Once a Week」、「Good Words」、「Everybody's Journal」、「Leisure Hour」といった大衆雑誌に挿絵を描き人気になった 。この時期のウォーカーの作品はジョセフ・スウェイン(Joseph Swain: 1820-1909)が版画にした。風刺作家で雑誌編集者のウィリアム・メイクピース・サッカレーに紹介され、サッカレーの著書の挿絵も描いた。
1862年に現在アメリカのイエール大学イギリス美術センター(Yale Center for British Art)に収蔵されている水彩画（ガッシュ）、「Strange faces」を描き、翌年描いた作品「Philip in Church」は1867年のパリ万国博覧会に出展され、賞を得た。1864年から王立水彩画協会の展覧会に出展を続けた。1864年に王立水彩画協会の準会員になり、1866年に正会員になった。1871年にロイヤル・アカデミー・オブ・アーツの準会員になり、同じ年にベルギー水彩画家協会の名誉会員の称号を贈られた。1863年にロイヤル・アカデミー・オブ・アーツの展覧会に油絵を最初に出展した後、何度かアカデミーの展覧会に出展した。
結核に罹患し、1873年には転地のためアルジェに旅したが症状は改善しなかった。1875年にスコットランドの保養地、St Fillansで亡くなった。35歳であった。

## 作品

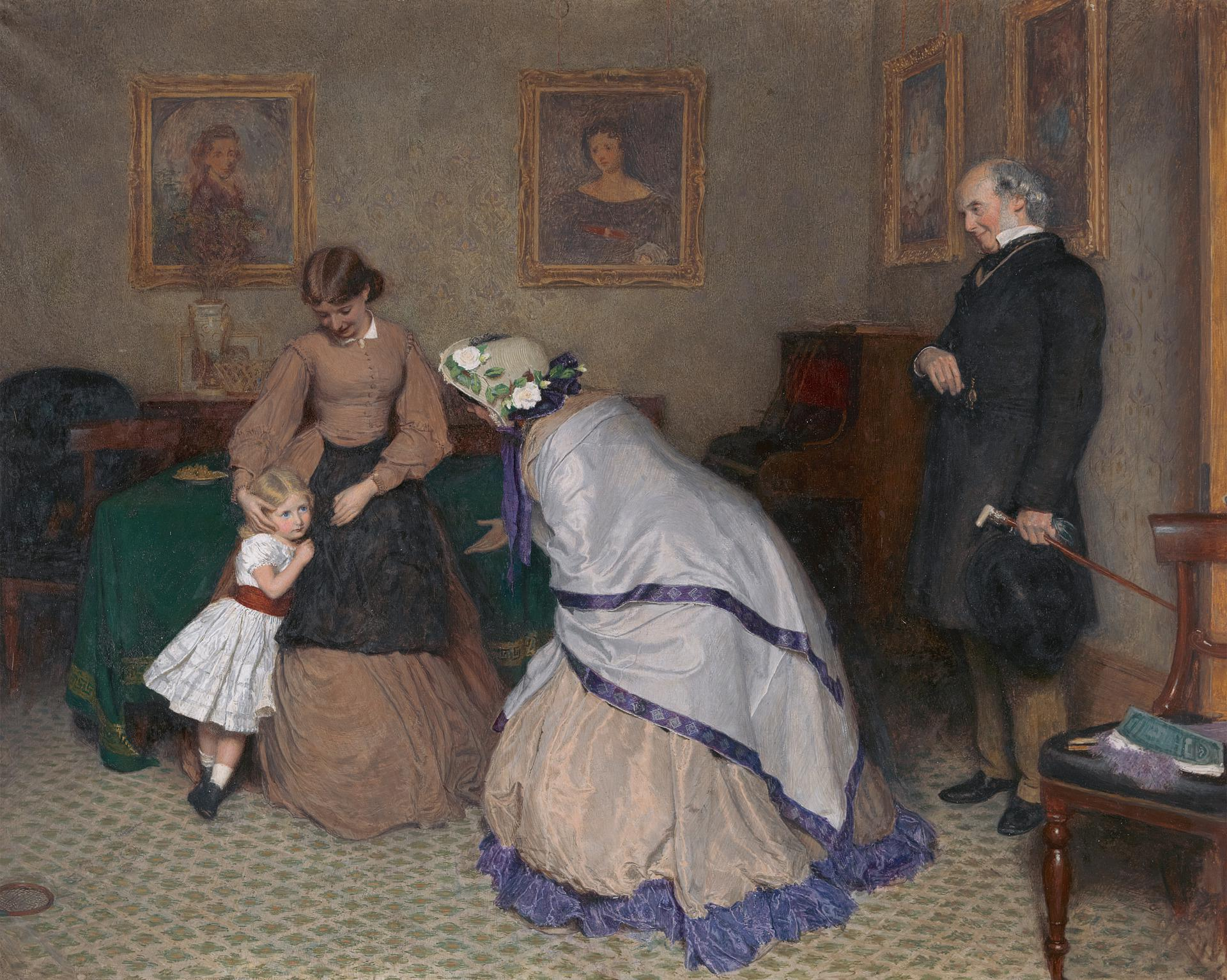
「Strange faces」、ガッシュ、(1862)
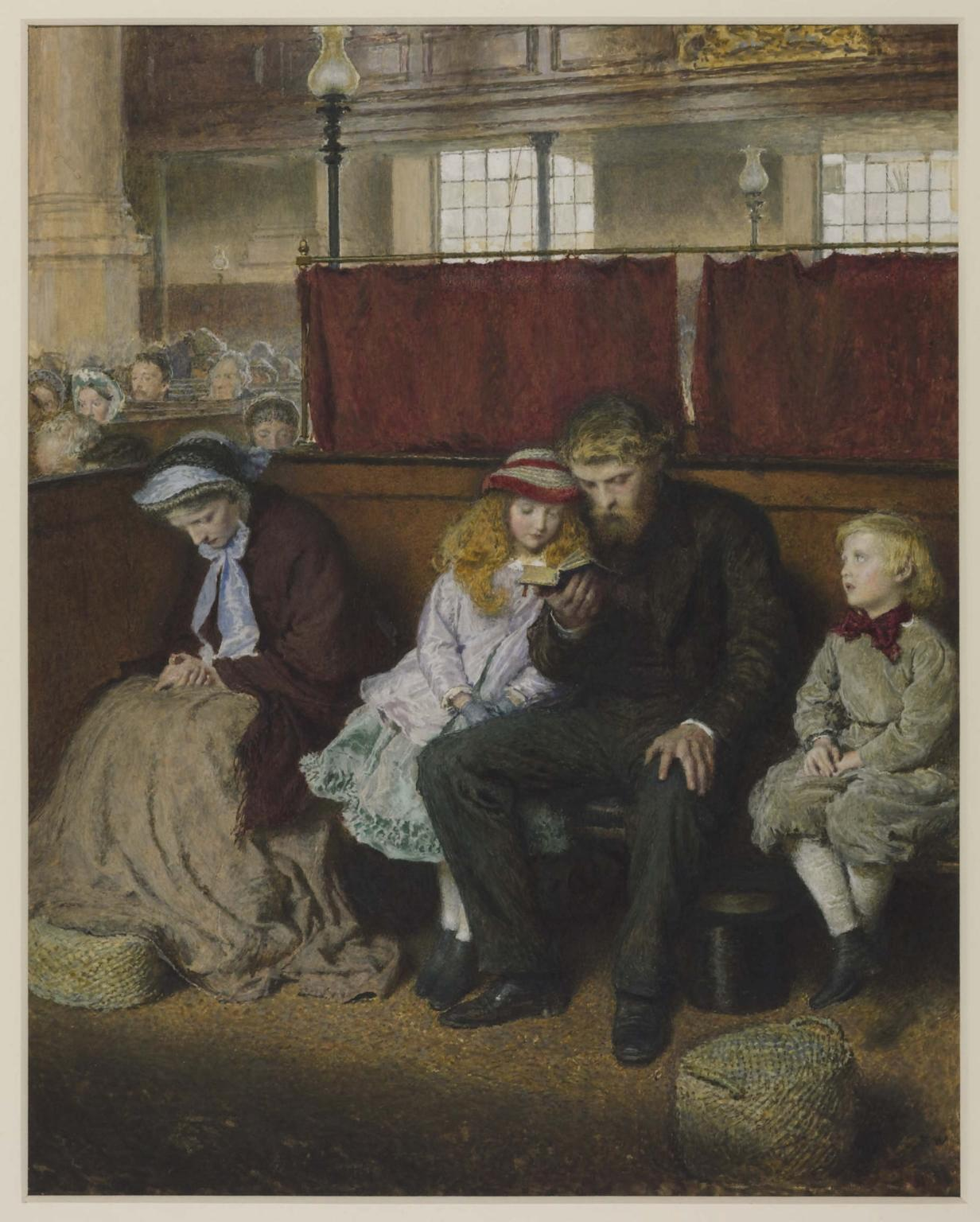
Philip in Church、ガッシュ
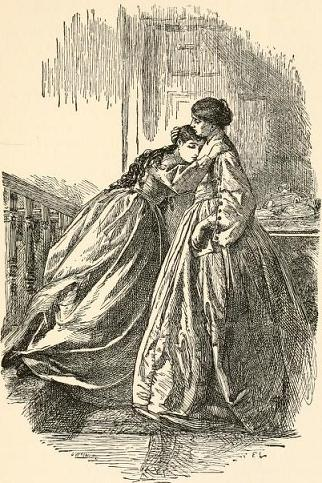
サッカレーの「フィリップの冒険」の挿絵
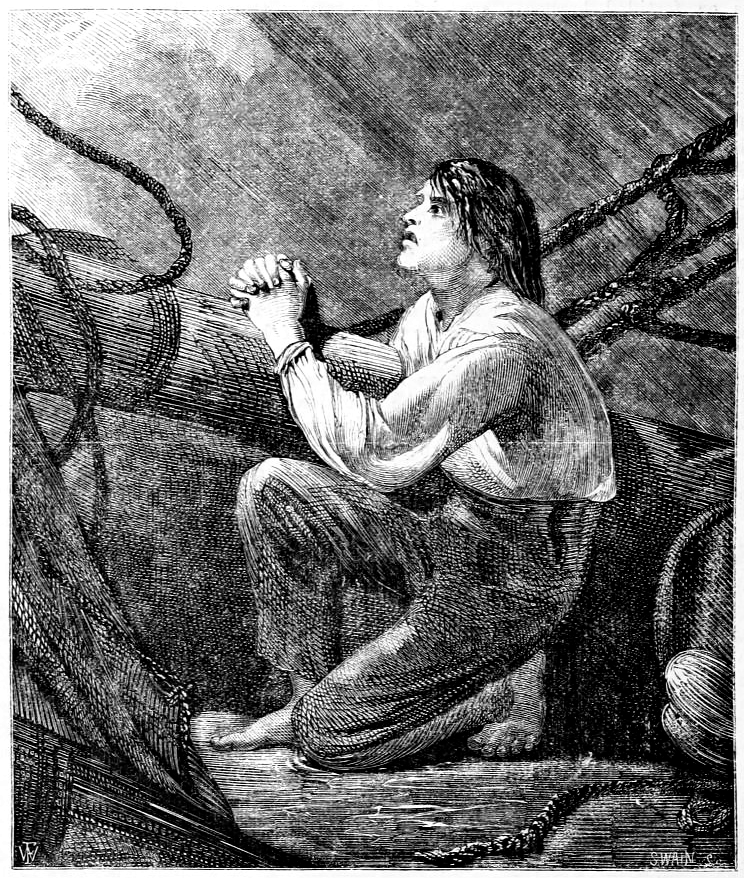
雑誌「Once a Week」挿絵

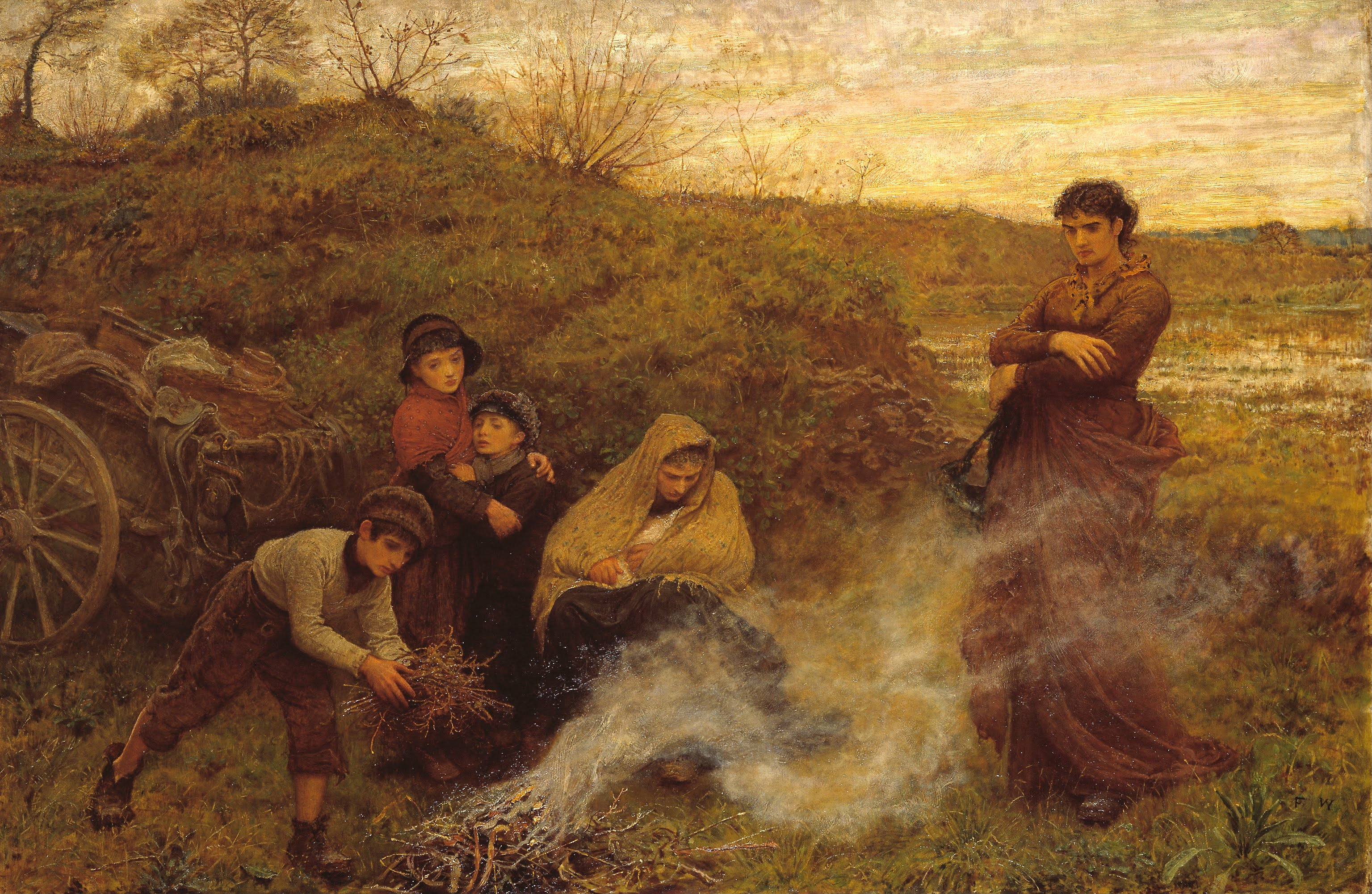
「浮浪者」、(1868)、油絵 テート・ブリテン 蔵
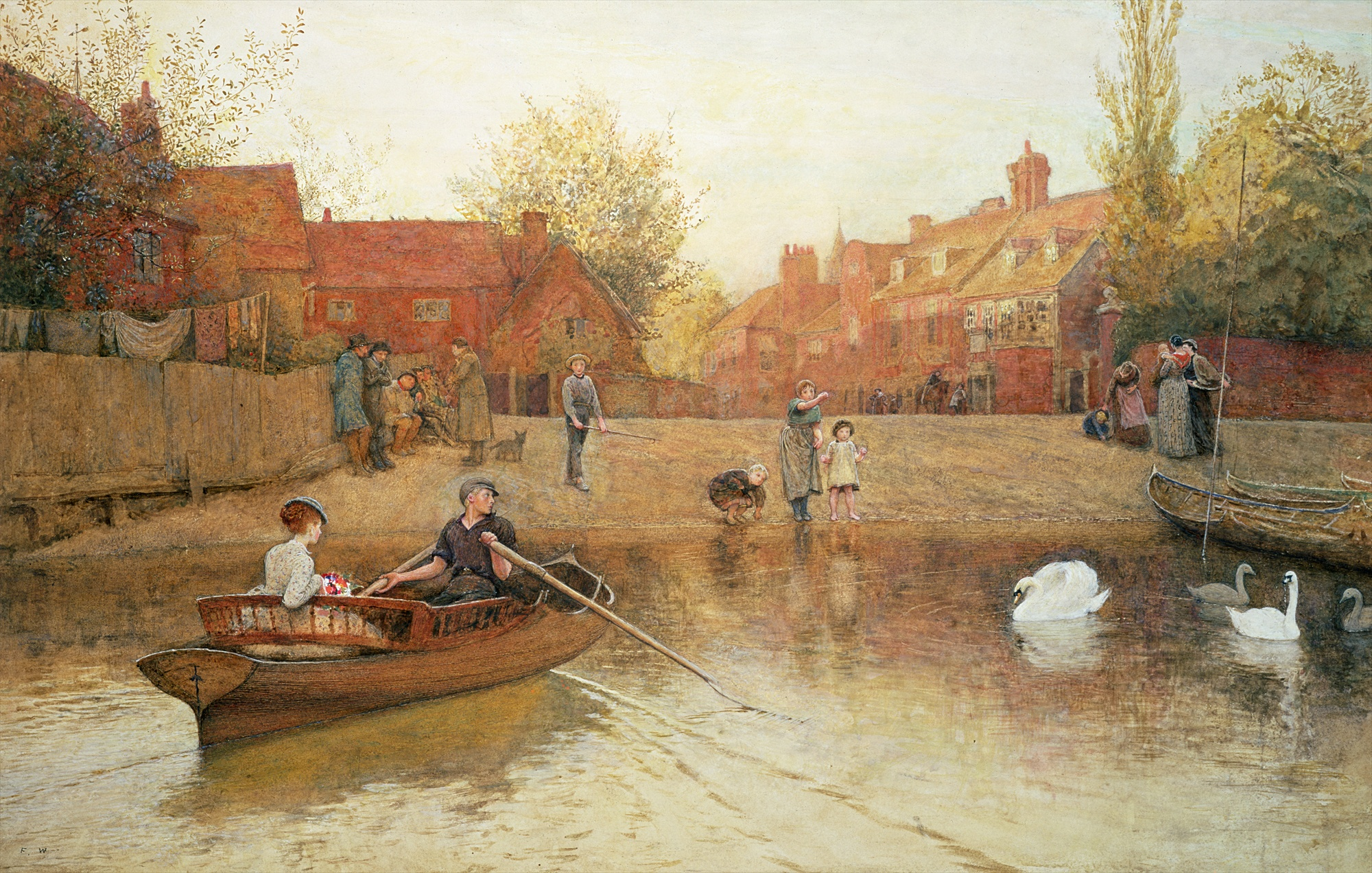
Marlow Ferry、水彩 Towneley Park　蔵
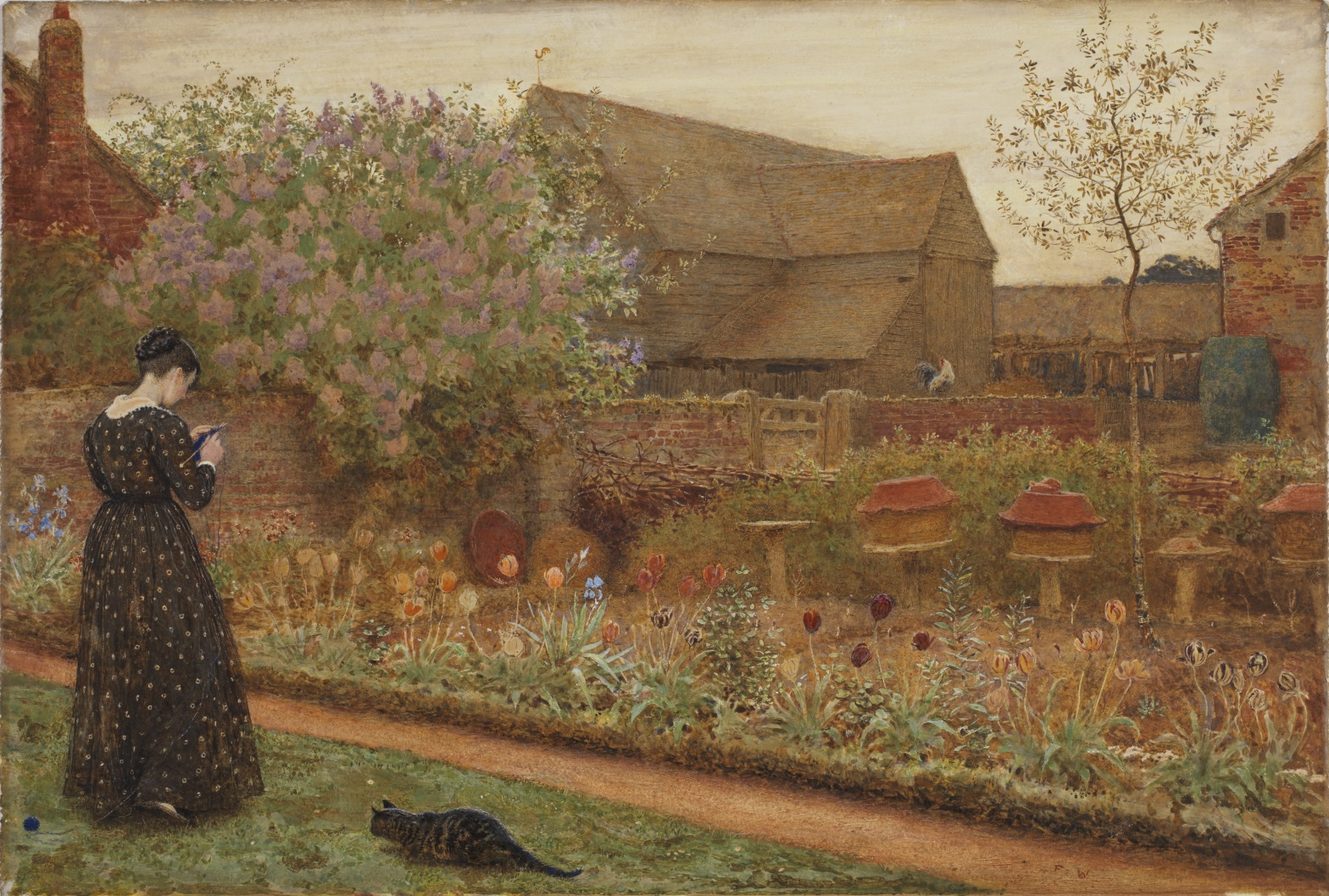
The Old Farm Garden、(1871)、水彩 コートールド美術研究所 蔵